# Paraglyptus decoloratus
Paraglyptus decoloratus är en stekelart som beskrevs av André Seyrig 1952. Paraglyptus decoloratus ingår i släktet Paraglyptus och familjen brokparasitsteklar. Inga underarter finns listade i Catalogue of Life.